# Lösen (signal)
Lösen är en signal eller ett igenkänningsord för medlemmar i samma grupp så att kännedomen om ordet/signalen bevisar tillhörighet till gruppen.

## Svensk lösen
Lösen i form av kanonskott användes förr vid identifiering av ett lands stridskrafter. Den kunde även användas som hälsningssignal mellan örlogsfartyg tillhörande samma nation. Idag fortlever denna historiska lösen som kanonsalut vid högtidliga tillfällen. "Svensk lösen" kallas den lösen som sedan 1635 använts av svenska försvarsmakten. Den består av två skott i tät följd. I krigstid användes den som en igenkänningssignal både till lands och till sjöss. Vid högtidliga tillfällen gavs kunglig salut med dubbel svensk lösen, alltså fyra skott. Det är den dubbla svenska lösen som gett upphov till det svenska bruket med fyrfaldigt leve. Idag förekommer svensk lösen enbart som salut.

## Dansk lösen
"Dansk lösen" kallas den lösen som används av Danmarks försvarsmakt och består av tre skott i tät följd.